# Moschea di Nusretiye
La moschea di Nusretiye è una moschea imperiale ottomana situata a Istanbul, in Turchia. Venne edificata nel 1823-1826 per ordine del sultano Mahmud II in uno stile ibrido tra la normale architettura islamica e l'architettura barocca.